# Storia dell'elettricità

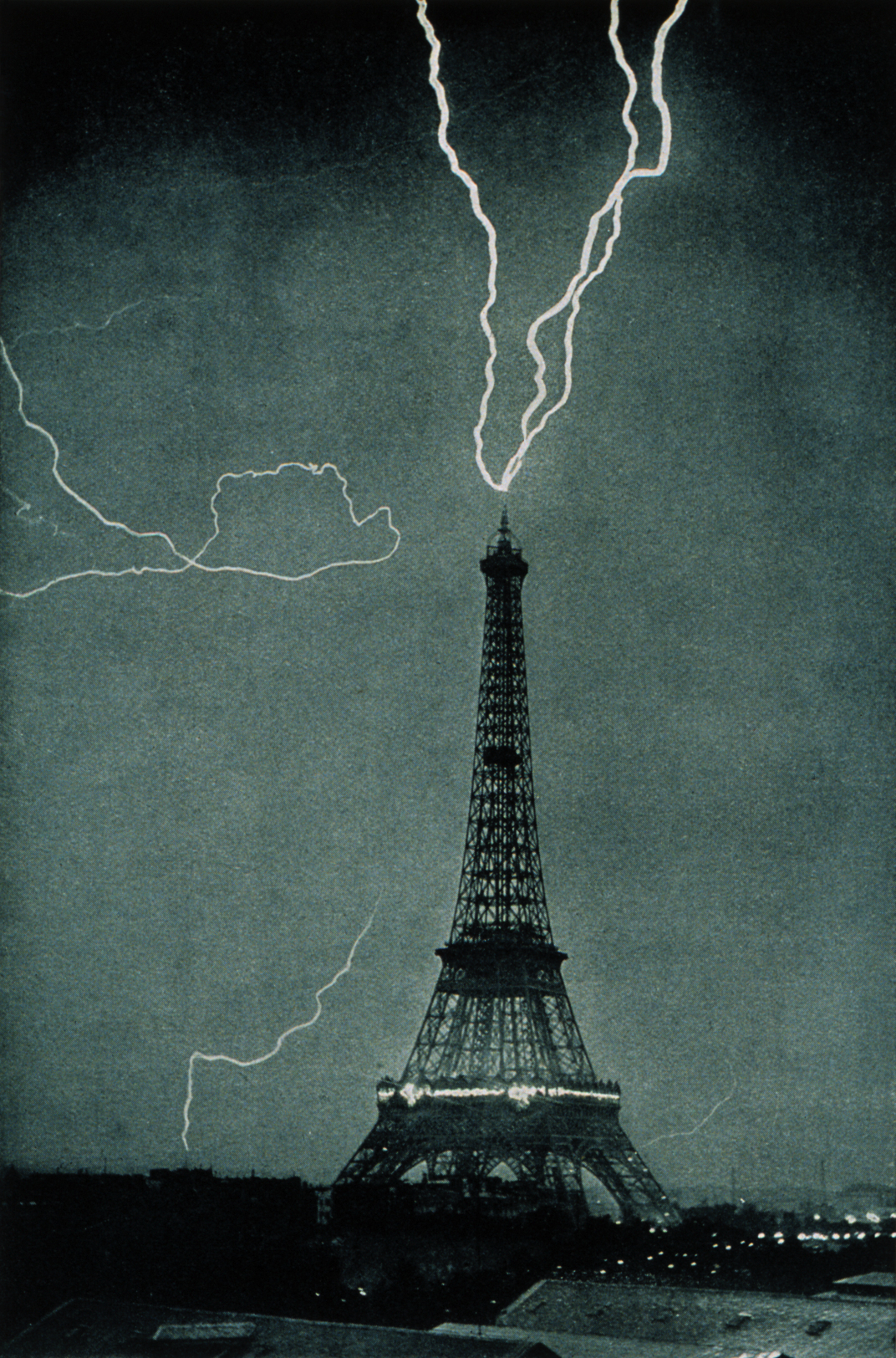
I fulmini colpiscono la Tour Eiffel di Parigi nel 1902

L'elettricità è una proprietà fondamentale della materia, molto diffusa in natura, dove si manifesta spesso in modo molto evidente, come nei fulmini. 
Attraverso varie tappe l'uomo ha esplorato questa forma di energia e ha potuto sfruttarla.

## Antichità e Medioevo

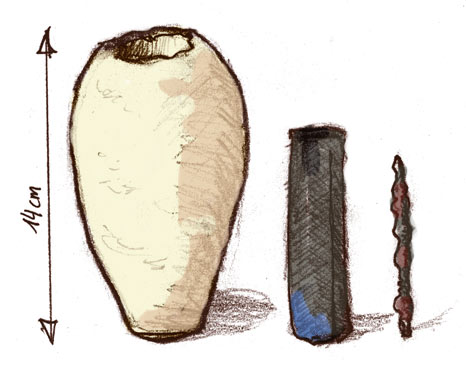
Abbozzo della cosiddetta pila di Baghdad

I primi studi dei fenomeni elettrici risalgono probabilmente al filosofo greco Talete (600 a.C.), che studiò le proprietà elettriche dell'ambra, la resina fossile che se viene sfregata attrae altri pezzetti di materia: il suo nome greco era elektron (ἤλεκτρον), e da questo termine deriva la parola «elettricità». I greci antichi compresero che l'ambra era in grado di attrarre oggetti leggeri, come i capelli, e che un ripetuto strofinio dell'ambra stessa poteva addirittura dare origine a scintille.
Nel 360 a.c. Platone descrive l'elettricità nel Timeo:
(Platone, Timeo)
Nel 300 a.C. Teofrasto di Ereso descrive altri materiali aventi le stesse capacità dell'ambra.
In Medio Oriente, nei pressi dell'odierna Baghdad, sono stati recuperati nel 1936 vasetti babilonesi di terracotta risalenti al 250 a.C. che contenevano forse le prime rudimentali pile, usate per far depositare strati di metallo sugli oggetti. Tali oggetti, denominati Batterie di Baghdad, hanno l'aspetto di una cella galvanica e alcuni credono possano essere stati utilizzati a scopo di galvanoplastica.
Lo scrittore latino Plinio il Vecchio (23-79 d.C.) nella sua Naturalis historia («Storia Naturale»), descrisse anch'egli le proprietà dell'ambra. Anche Lucio Anneo Seneca si occupò di fenomeni elettrici, distinguendo tre diversi tipi di fulmini: «il fulmine che incendia, quello che distrugge e quello che non distrugge».
Il Venerabile Beda, monaco inglese dell'VIII secolo, descrisse proprietà analoghe a quelle dell'ambra in un tipo particolare di carbone compatto: il giaietto.

## Età moderna
Le osservazioni del fenomeno ripresero durante la seconda metà del XVI secolo: il fisico italiano Girolamo Cardano si occupò di elettricità nel De subtilitate (1550), distinguendo, forse per la prima volta, la forza elettrica da quella magnetica.
Nel 1600 lo scienziato inglese William Gilbert (1540 – 1603), nel De magnete, estese il lavoro di Cardano e coniò il termine latino electricus da ηλεκτρον (elektron), in greco antico "ambra", che presto sarebbe stato convertito nell'anglosassone electric e electricity (in italiano elettrico ed elettricità). Gilbert osservò le medesime proprietà dell'ambra anche in altri materiali, quali molte pietre dure, il vetro e lo zolfo, associando tali proprietà ad un ipotetico fluido, chiamato "effluvium".
Nel 1629 Niccolò Cabeo descrisse i fenomeni dell'attrazione e repulsione elettrica.
Una spiegazione di quanto veniva osservato, in un primo momento, venne cercata in effluvi o fluidi emanati.
Galileo Galilei pensava che vi fosse coinvolto il movimento dell'aria per il riscaldamento dovuto allo strofinamento.
Robert Boyle osservò tuttavia nel 1675 che i fenomeni elettrici sembravano verificarsi anche nel vuoto.
Otto von Guericke costruì nel 1660 una macchina elettrostatica (chiamata "Sfera elettrostatica"), migliorata da Francis Hauksbee nel 1706.
L'interesse per il fenomeno dell'elettricità si diffuse anche come curiosità e gioco nei salotti settecenteschi e come immaginario e rivoluzionario metodo di cura.
Nel contempo proseguivano gli studi scientifici: Stephen Gray nel 1729 studiò la conducibilità dei corpi, e i termini conduttore e isolante furono introdotti da Jean Theophile Desaguiliers nel 1740.
Charles François de Cisternay du Fay individuò nel 1733 l'energia elettrica vetrosa e resinosa (ossia positiva e negativa) e Cristian Ludolff osservò nel 1743 le scintille elettriche e la loro proprietà di infiammare sostanze volatili.
Le macchine elettrostatiche e gli strumenti di misurazione venivano intanto continuamente perfezionati e si elaboravano teorie scientifiche che tentavano di spiegare il fenomeno.
Jean Antoine Nollet pensò fosse dovuto ad una materia fluida in movimento.

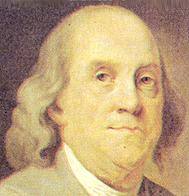
Benjamin Franklin

Ewald Jürgen Georg von Kleist e poco dopo indipendentemente Pieter van Musschenbroek nel 1745 realizzarono casualmente il primo condensatore, la bottiglia di Leida.
William Watson l'anno dopo scoprì che l'elettricità si trasmetteva anche per lunghe distanze quasi istantaneamente.
Nel giugno del 1752, Benjamin Franklin, a compimento delle sue indagini e teoria sui fenomeni elettrici, condusse il celebre e pericolosissimo esperimento dell'aquilone durante un temporale. A seguito di questi esperimenti, Franklin inventò il parafulmine e stabilì la relazione sussistente tra il fulmine e l'elettricità. Anche se molti sono convinti che con il suo esperimento dell'aquilone in mezzo a una tempesta Franklin sarebbe restato fulminato, è stato dimostrato che la corda, anche bagnata, è un pessimo conduttore perciò probabilmente le voci del suo esperimento corrispondono al vero. Si deve molto probabilmente a Franklin, o forse a Ebenezer Kinnersley di Filadelfia, la convenzione dell'elettricità positiva o negativa.
Il fenomeno delle bottiglie di Leida venne spiegato da Benjamin Franklin che, riprendendo un'idea di Watson, elaborò nel 1754 la teoria dell'unicità del fluido elettrico, secondo la quale l'elettricità era costituita da un unico fluido elettrico composto da particelle che si respingevano tra loro, mentre erano attratte dalle particelle di materia: se il fluido era in eccesso si aveva l'energia di tipo vetroso (positiva), se era in difetto si aveva energia di tipo resinoso (negativa). Le osservazioni di Franklin posero le basi per la teorizzazione dell'elettricità e dei diversi fenomeni elettrici connessi da parte degli scienziati che seguirono: Michael Faraday, Luigi Galvani, Alessandro Volta, André-Marie Ampère e Georg Simon Ohm (tutti, tranne Galvani, onorati con l'intitolazione di specifiche unità di misura legate all'elettricità).
Giambatista Beccaria nel 1753 aveva ipotizzato che vi fossero due tipi di scintille di scarica dell'energia: positiva (a forma di fiocco) o negativa (a forma di stelletta), e si servì della teoria di Franklin per spiegare le proprie osservazioni.
A Franklin si deve, inoltre, la scoperta del potere dispersivo delle punte e la conseguente invenzione del parafulmine: il primo impianto parafulmine venne realizzato nel 1760, sulla base degli studi sui fulmini iniziati nel 1747.
In seguito, gli esperimenti di Robert Symmer (1759) e di Giovanni Francesco Cigna (1765) dimostrarono che due corpi, una volta scaricati per contatto, riassumevano la precedente energia se venivano nuovamente allontanati.
Nonostante la spiegazione che tentò di darne Beccaria, con il concetto di elettricità vindice (o rivendicazione da parte dei corpi dell'energia precedentemente posseduta), gli esperimenti sembrarono mettere in dubbio la teoria di Franklin.
Nel frattempo, nel 1766, Joseph Priestley ipotizzò che la forza di attrazione tra due corpi fosse inversamente proporzionale al quadrato della loro distanza e scoprì che la carica elettrica si distribuiva in modo uniforme su una superficie sferica.
Tra il 1785 e il 1791, Charles Augustin de Coulomb, utilizzando una bilancia di torsione (uno strumento con cui misurare la forza del campo elettrico) riuscì a dimostrare sperimentalmente ed enunciare, indipendentemente da Priestley, la medesima legge, conosciuta quindi come legge di Coulomb.

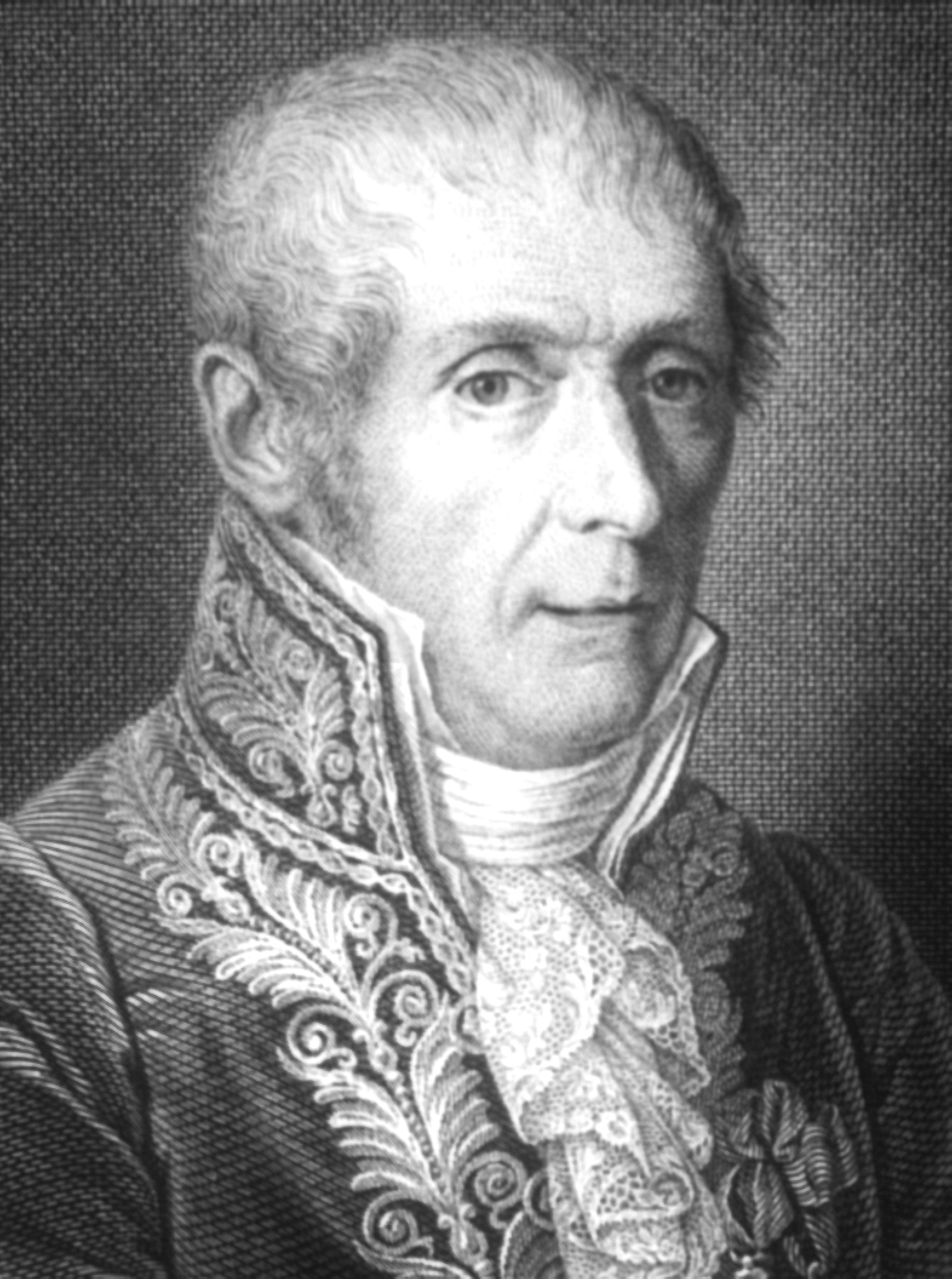
Alessandro Volta

Luigi Galvani osservò delle contrazioni muscolari nelle zampe di una rana a contatto con un conduttore metallico e ipotizzò la presenza di un'elettricità animale in due opere pubblicate nel 1791 e nel 1794. 
Alessandro Volta, si occupò inizialmente dell'elettricità statica: entrato in corrispondenza con il Beccaria, si oppose alla sua spiegazione dell'elettricità vindice, ritenendo invece che il contatto dei corpi non annulla l'energia, ma solamente il suo segno positivo o negativo.
Volta polemizzò inoltre con Galvani, ipotizzando che l'elettricità animale derivasse piuttosto dal contatto con due metalli diversi: sulla base di questa idea, nel 1799 Volta inventò la pila, che inizialmente chiamò apparato elettromotore.
La pila di Volta fu il primo generatore statico di energia elettrica.

## Età contemporanea
Hans Christian Ørsted (o Oersted) osservò nel 1820 la relazione tra corrente elettrica e fenomeni magnetici, sviluppando la teoria elettromagnetica.
I suoi studi furono proseguiti da André-Marie Ampère che enunciò le leggi dell'elettromagnetismo, nell'opera pubblicata nel 1826.
Nello stesso anno Georg Simon Ohm enunciò la legge di Ohm sulla resistenza elettrica.
Continuando le ricerche in campo elettromagnetico Michael Faraday scoprì nel 1831 l'induzione elettromagnetica, il principio alla base dei motori elettrici.
A lui si devono inoltre l'enunciazione delle leggi dell'elettrolisi e l'invenzione della gabbia di Faraday.
Sviluppò infine la teoria secondo la quale l'elettricità non era un fluido, bensì una forza trasmessa da una particella di materia all'altra.

### Prime applicazioni

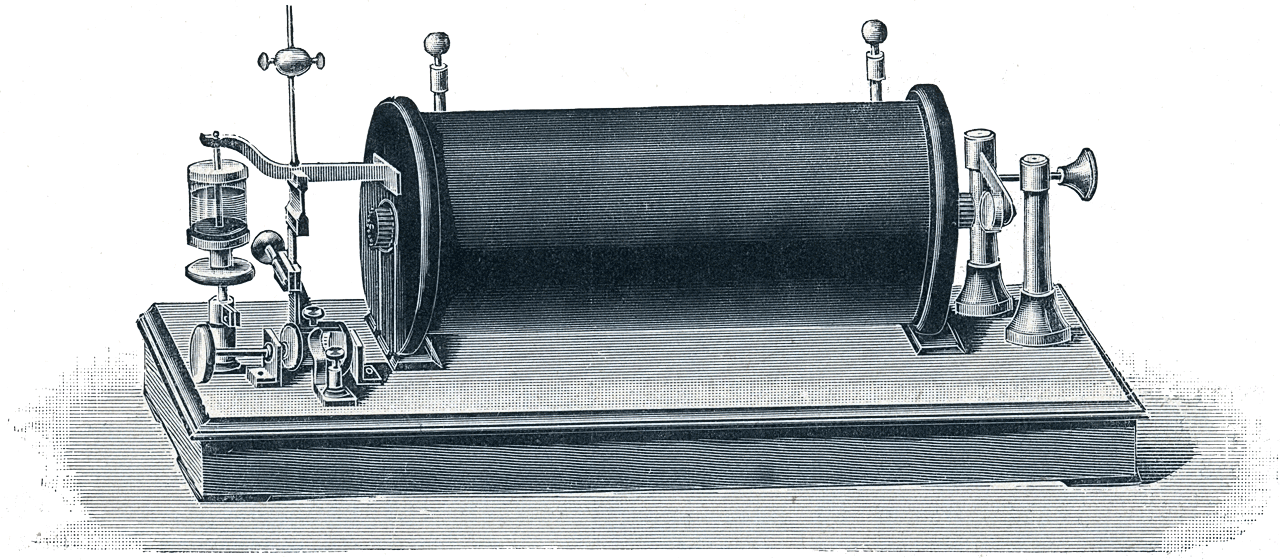
Rocchetto di Ruhmkorff

Negli anni 1830 Faraday mise a punto il primo generatore elettromagnetico di corrente elettrica (dinamo e alternatore). Joseph Henry, aveva perfezionato un elettromagnete di particolare potenza permettendo in tal modo la trasmissione dell'energia elettrica a grande distanza. Negli stessi anni, Samuel Finley Breese Morse sfruttò il passaggio di elettricità in un filo conduttore come strumento per comunicare, giungendo all'invenzione del telegrafo con i fili, perfezionato da Charles Wheatstone in collaborazione con William Fothergill Cooke. Nel 1847 Ernst Werner von Siemens inventò un altro modello di telegrafo e fondò la compagnia Siemens.

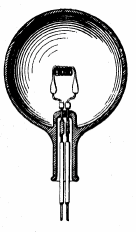
Lampadina di Edison

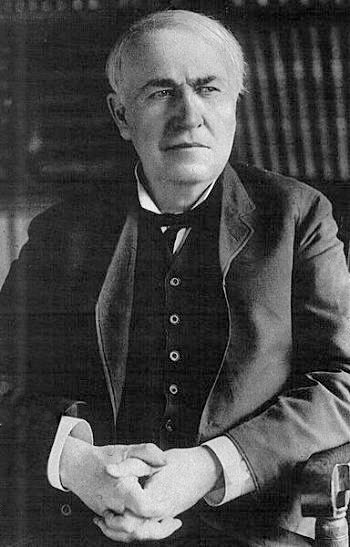
Thomas Alva Edison

Wheatstone inventò inoltre un apparecchio per misurare la resistenza (ponte di Wheatstone) e Joseph Henry costruì nel 1835 il primo relè. Nel 1851 Heinrich Daniel Ruhmkorff costruì il primo rocchetto a induzione (rocchetto di Ruhmkorff). Nel 1859 Antonio Pacinotti inventò l'anello di Pacinotti, in grado di trasformare l'energia meccanica in energia elettrica continua. Nel 1869 Zénobe Theophilé Gramme dimostrò che la dinamo poteva anche lavorare al contrario come motore elettrico e sfruttò commercialmente la sua invenzione, basata sull'anello di Pacinotti.
Negli anni 1860 si utilizzò la corrente elettrica per la lavorazione del rame. Nel 1864 Wilhelm Eduard Weber pubblicò un sistema per la misurazione assoluta della corrente elettrica, nel 1873 James Clerk Maxwell pubblicò la propria teoria sulla natura unitaria della luce e dei campi elettromagnetici e nel 1888 Heinrich Rudolf Hertz scoprì le onde elettromagnetiche e le loro possibilità di trasmissione attraverso il vuoto. Negli anni 1870 videro la luce alcune delle invenzioni più importanti del XIX secolo: il telefono di Antonio Meucci (brevettato da Alexander Graham Bell, fondatore della Bell Telephone Co.), il fonografo (1877) di Thomas Alva Edison e la lampadina a incandescenza, che lo stesso Edison migliorò, dopo aver acquistato i precedenti brevetti (tra cui quello di Joseph Wilson Swan), e commercializzò a partire dal 1879. Nel 1880 un modello perfezionato di lampadina venne costruito da Alessandro Cruto, che fondò una piccola industria ad Alpignano (TO), più tardi assorbita dalla Philips.

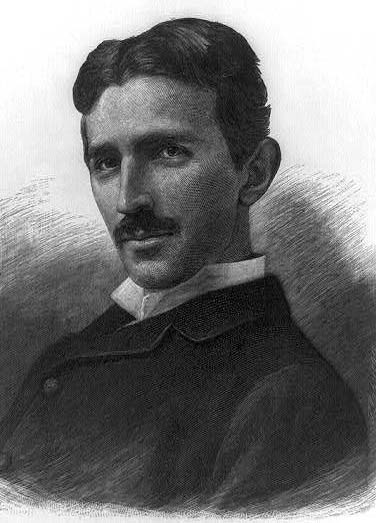
Nikola Tesla, ingegnere elettrico del XIX secolo

Negli anni 1880 si costruirono le prime centrali elettriche (a corrente continua). Nel 1881 Lucien Gaulard e John Dixon Gibbs presentarono un "generatore secondario", ovvero un trasformatore, che fu perfezionato dalla Westinghouse e messo in commercio nel 1886. Nel 1885 Galileo Ferraris inventò il campo magnetico ruotante, alla base del motore elettrico polifase, brevettato negli Stati Uniti da Nikola Tesla; anche questi brevetti furono successivamente acquistati dalla Westinghouse. Pochi anni più tardi, lo stesso Nikola Tesla inventò le tecniche della trasmissione dell'elettricità in corrente alternata, permettendo così per la prima volta la trasmissione di elettricità a distanze geografiche ed avviando l'uso industriale su larga scala dell'elettricità.
Nel luglio del 1892, dalla centrale idroelettrica situata nel "Santuario di Ercole Vincitore" a Tivoli, si sperimentò per la prima volta nel mondo la trasmissione a distanza di corrente elettrica alternata, che fu inviata a Roma, dove una centralina situata a Porta Pia provvedeva a distribuirla agli impianti di illuminazione pubblica allora predisposti in città.
Hendrik Antoon Lorentz formulò nel 1892 la teoria elettronica della materia e nel 1897 Joseph John Thomson dimostrò l'esistenza dell'elettrone. Nel 1900 Max Planck elaborò la teoria dei quanti e nel 1906 Albert Einstein propose una teoria sulla luce come composta da fotoni. Nel 1919 Carl Ramsauer elaborò la teoria della natura ondulatoria degli elettroni.

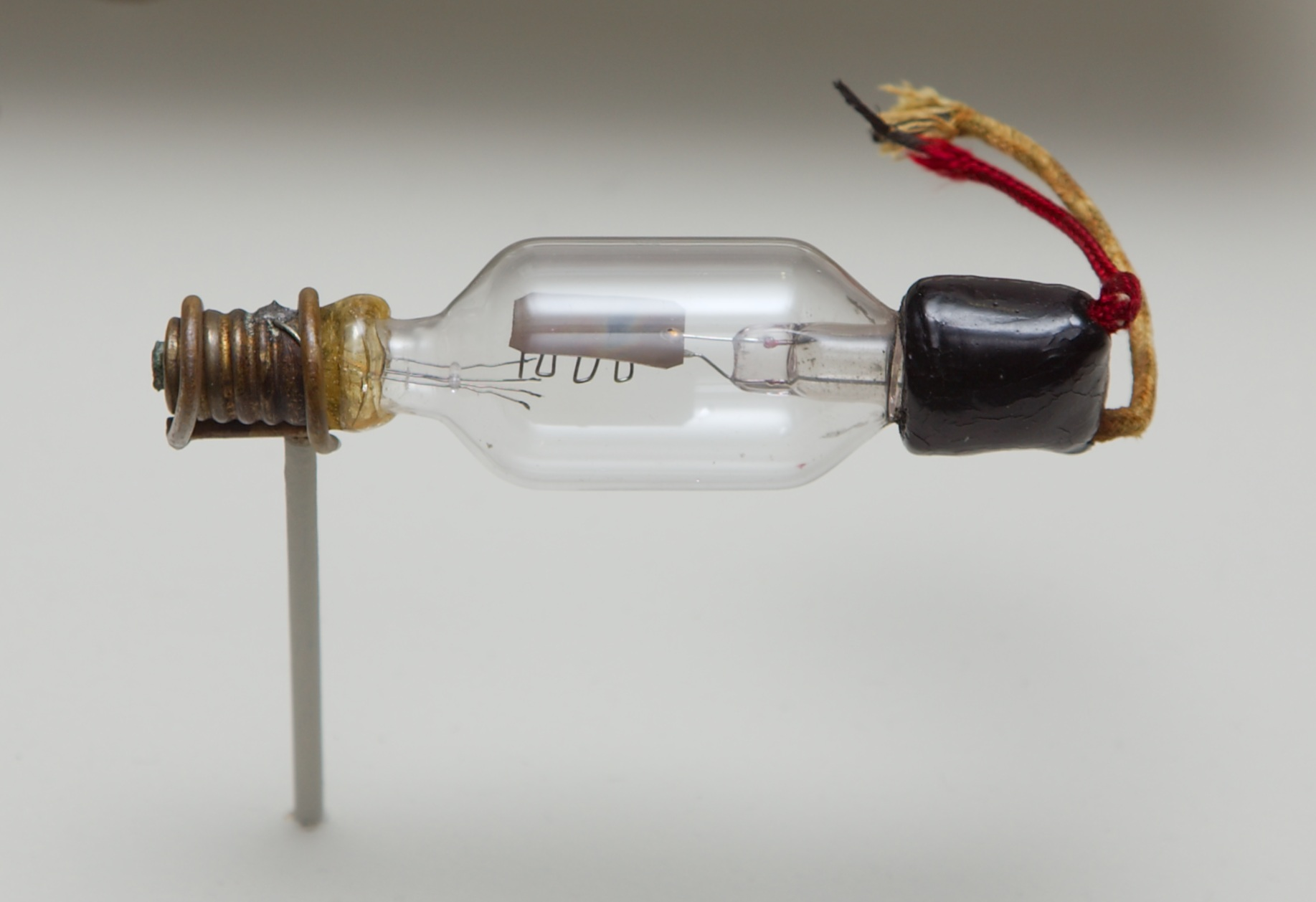
Vecchio diodo

Nikola Tesla realizzò nel 1893 la prima trasmissione a distanza tramite le onde radio e nel 1901 Guglielmo Marconi la prima trasmissione del telegrafo senza fili attraverso l'Atlantico. Da tali principi avrà origine la radio (prime trasmissioni regolari nel 1922). Nel 1904 John Ambrose Fleming, ottenne il brevetto per il diodo, o valvola termoionica.

### Il secolo dell'elettricità

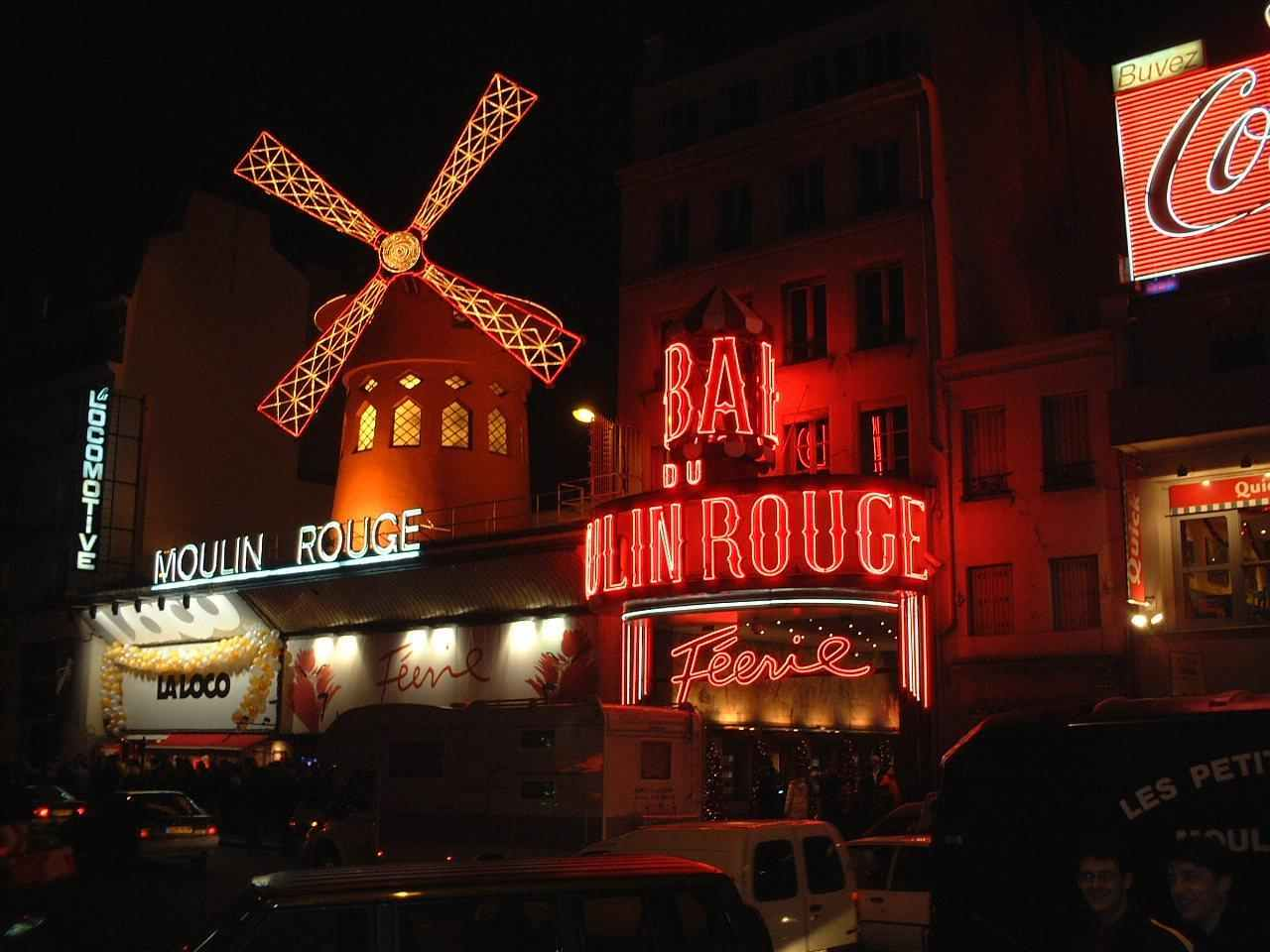
Le luci del Moulin Rouge di Parigi

Se il XIX secolo ha visto la realizzazione di molte scoperte sull'elettricità, il XX secolo può essere definito come il secolo dell'elettricità e, a partire dagli anni 1960 anche dell'elettronica (che produrrà il personal computer e quindi internet).
All'inizio del Novecento l'illuminazione elettrica sostituì progressivamente quella a gas illuminante e i mezzi di trasporto basati su motori elettrici (tram, treni, metropolitane, filobus) cambiarono radicalmente la vita quotidiana.